# Catalpa
Catalpa
Pour les articles homonymes, voir Catalpa (homonymie).
Genre
Catalpa, les catalpas, est un genre de plantes à fleurs de la famille des Bignoniacées. Ce sont des arbres originaires d'Amérique du Nord et d'Asie de l'Est. Cette essence sert essentiellement à l'ornement, notamment le Catalpa commun (Catalpa bignonioides).

## Caractéristiques
Les catalpas arborent de très grandes feuilles et des fleurs en grosses grappes, auxquelles succèdent en fin d'été de longues gousses pleines de graines (en réalité des capsules).

Différents aspects du Catalpa commun
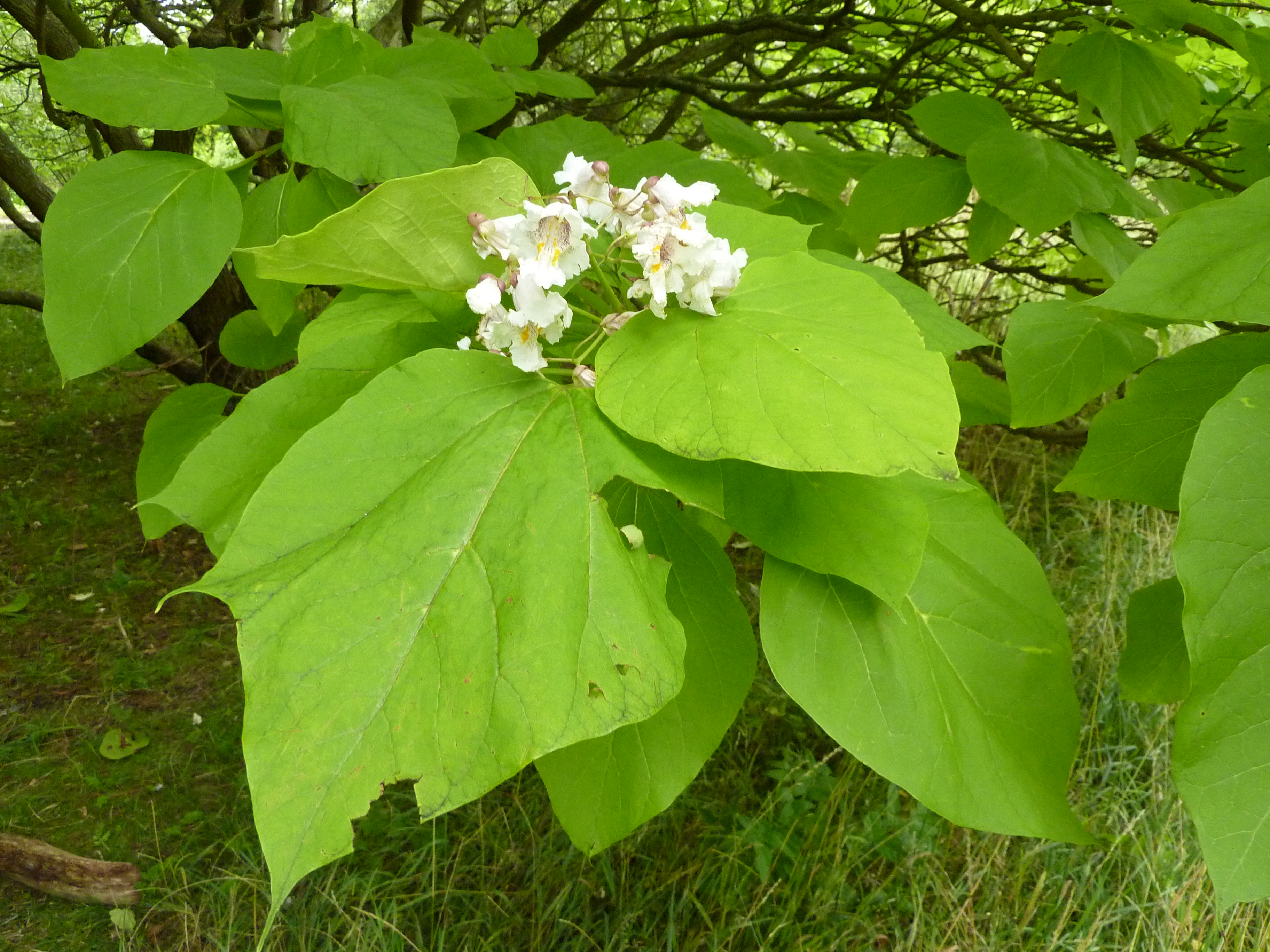
Catalpa bignonioides avec fleurs.
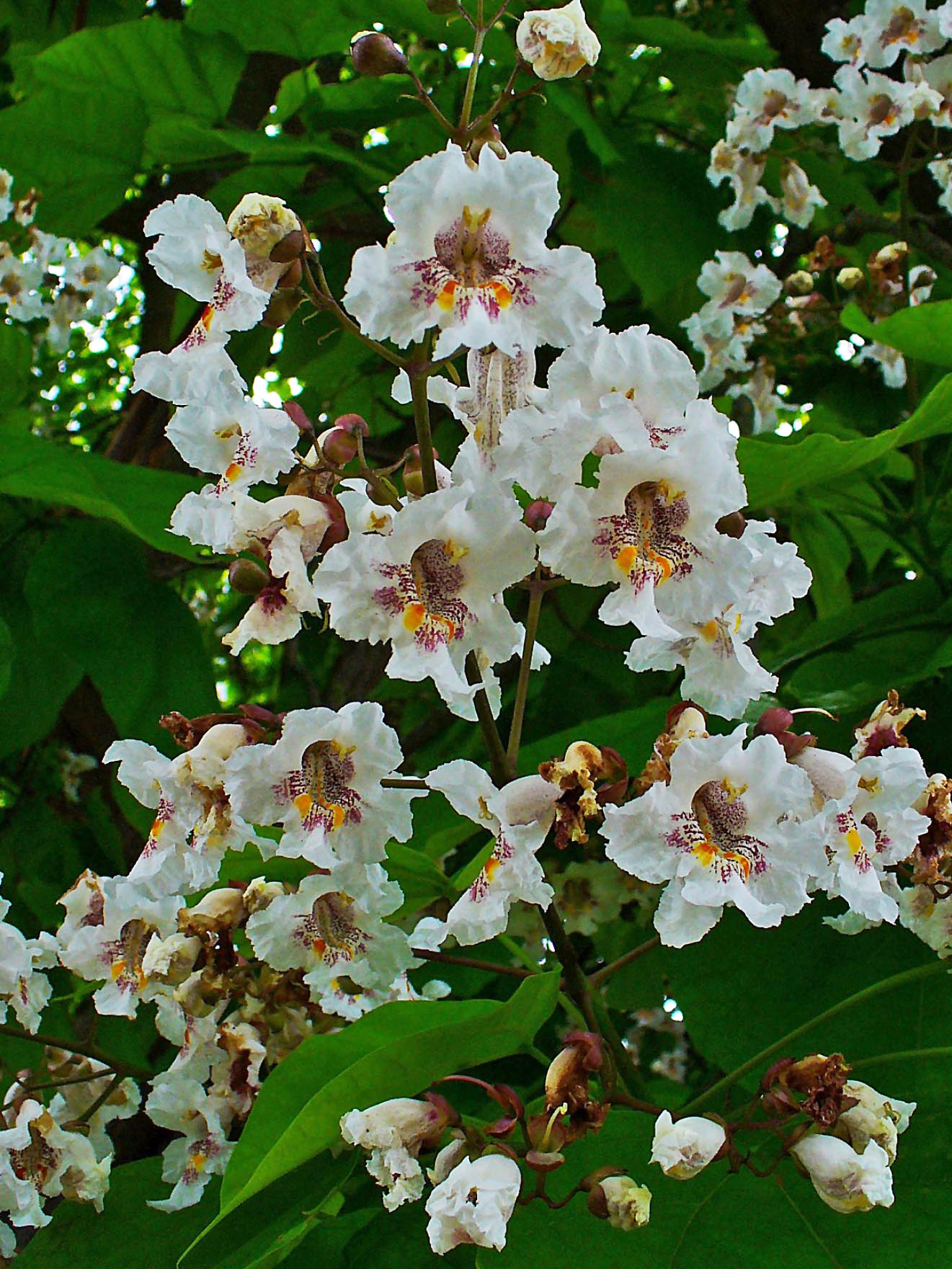
Fleurs de C. bignonioides.
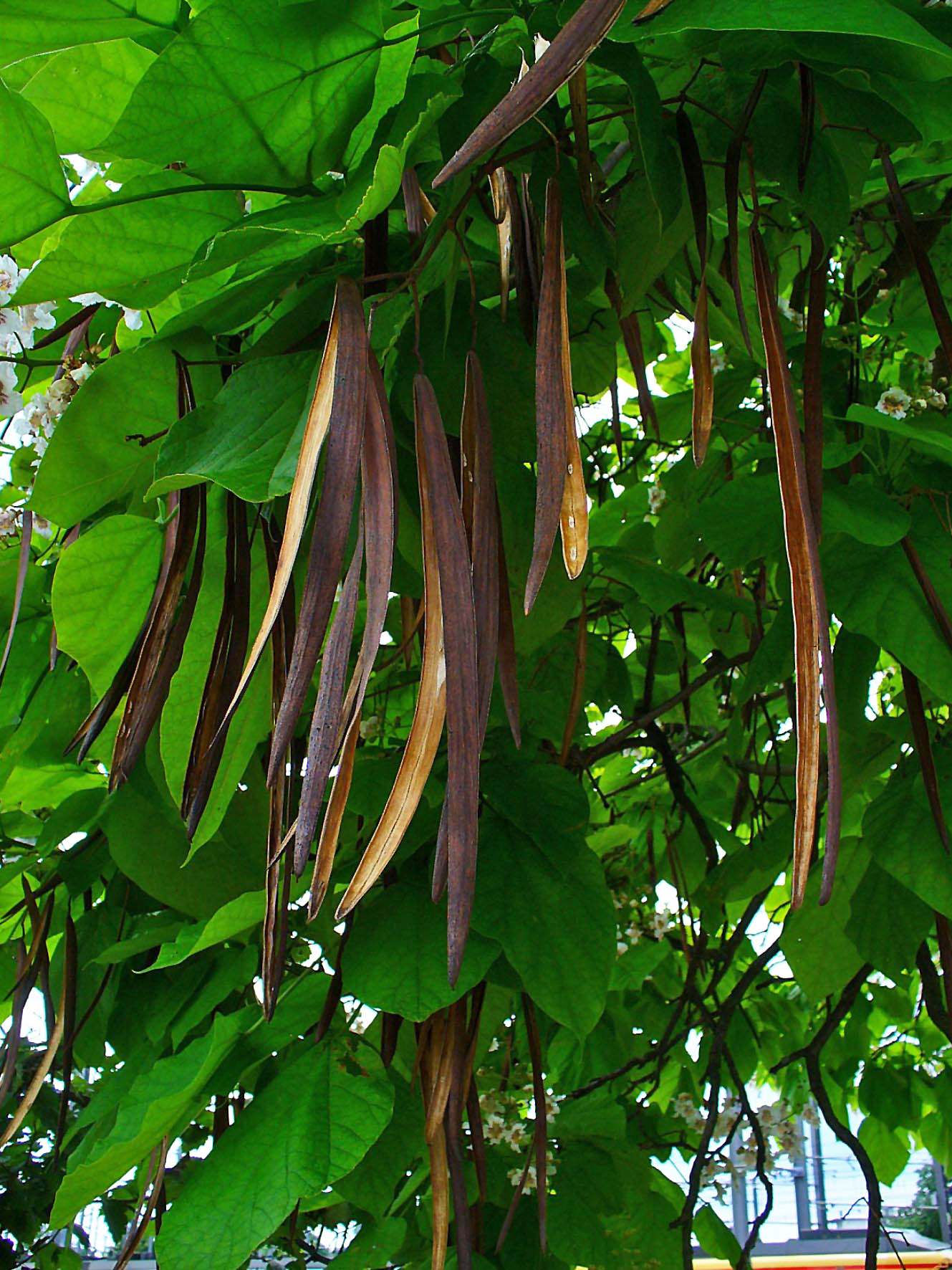
Fruits de C. bignonioides.

Diverses espèces de catalpas
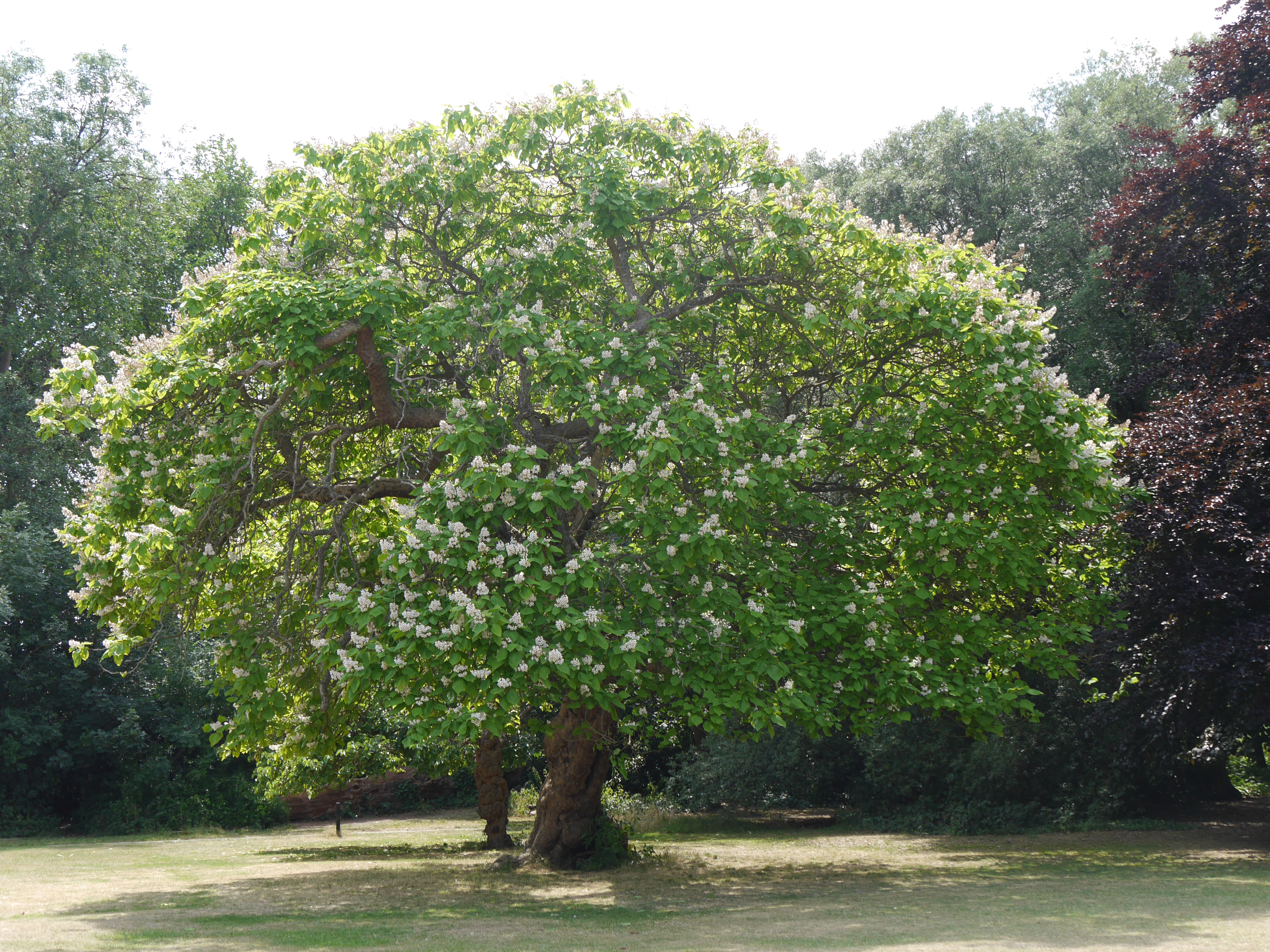
C. bignonioides âgé.
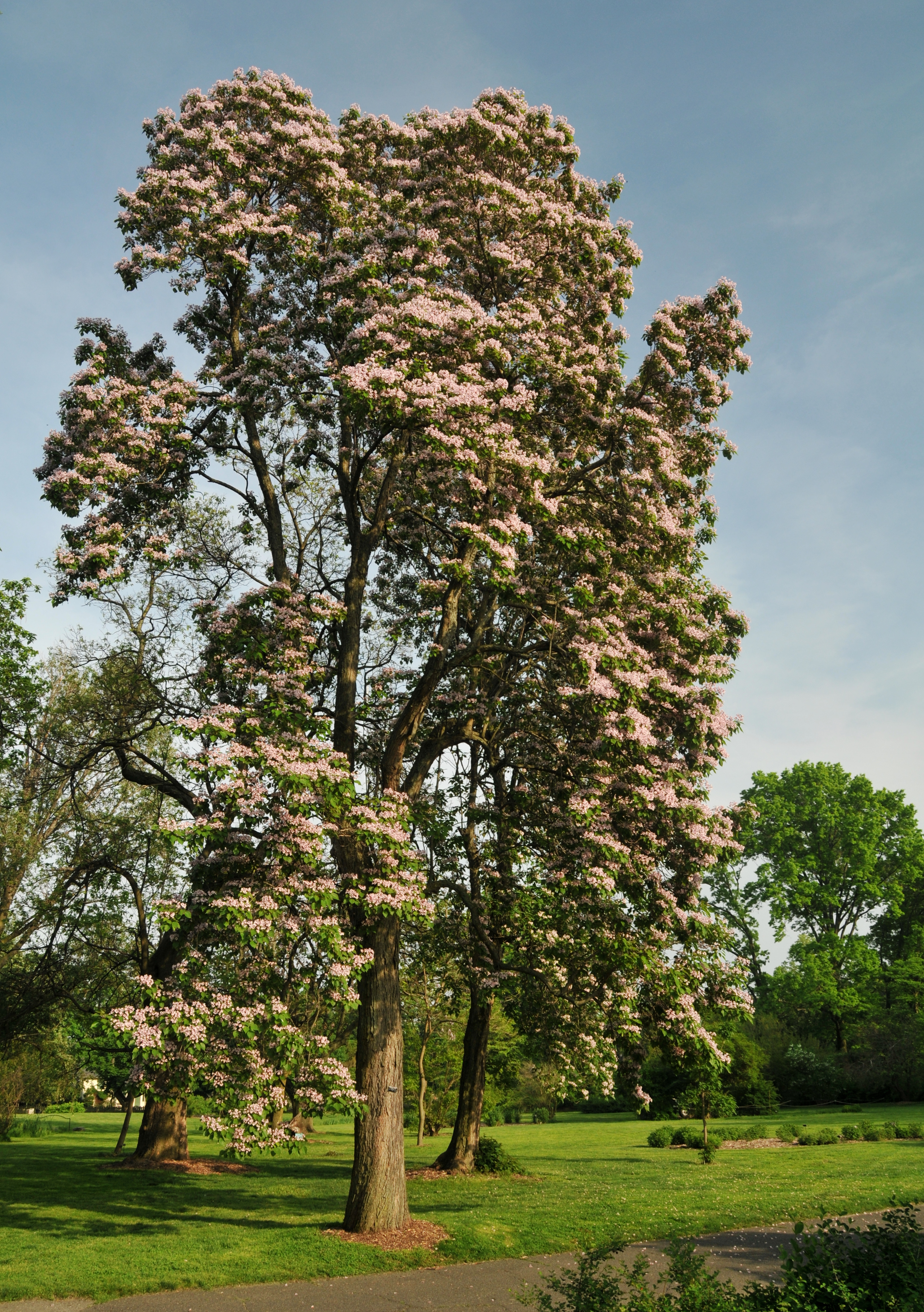
C. bungei en fleurs.
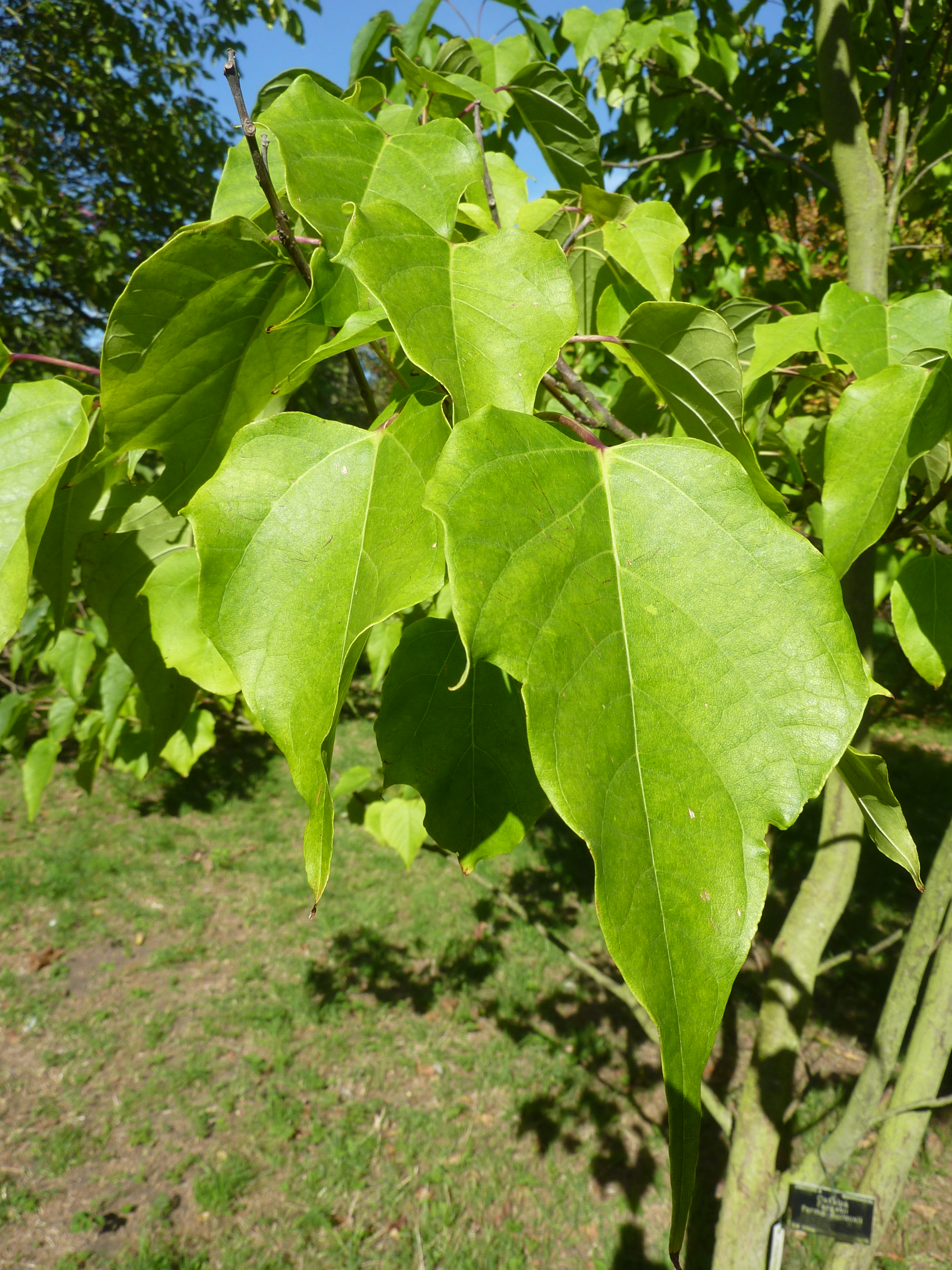
Feuillage de C. duclouxii.
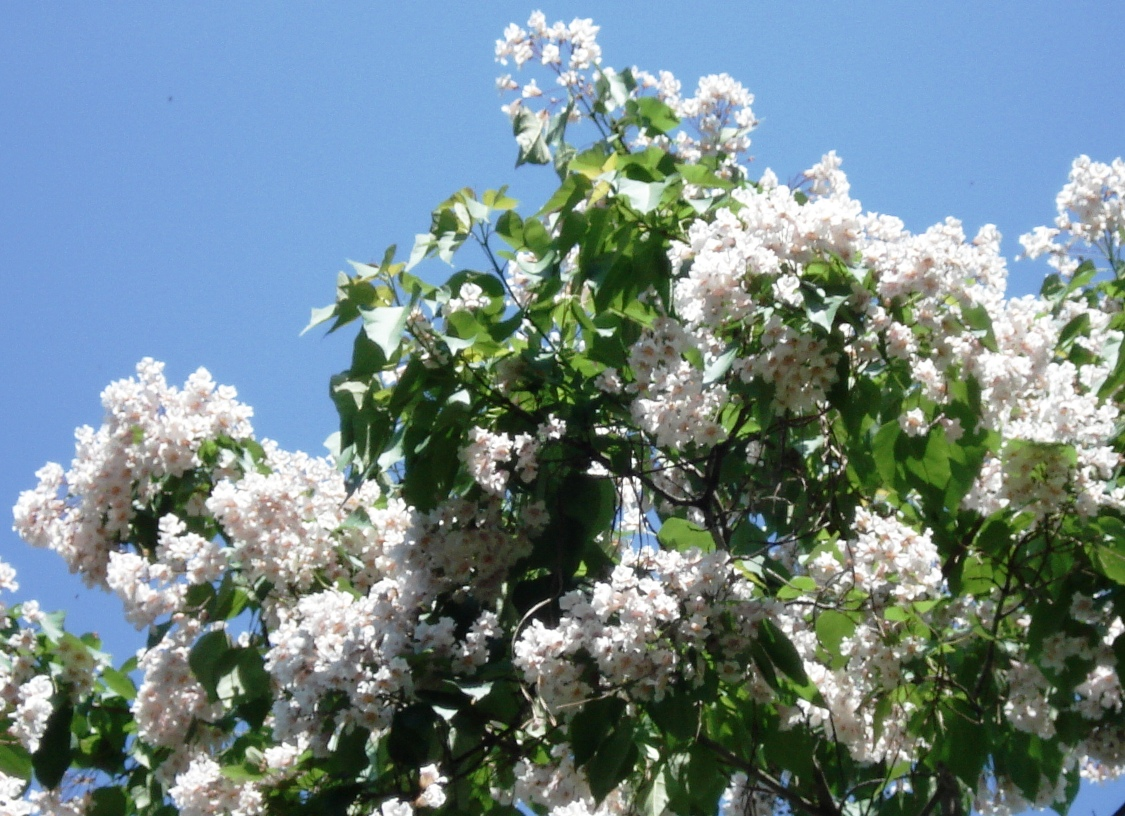
C. fargensii en fleurs.
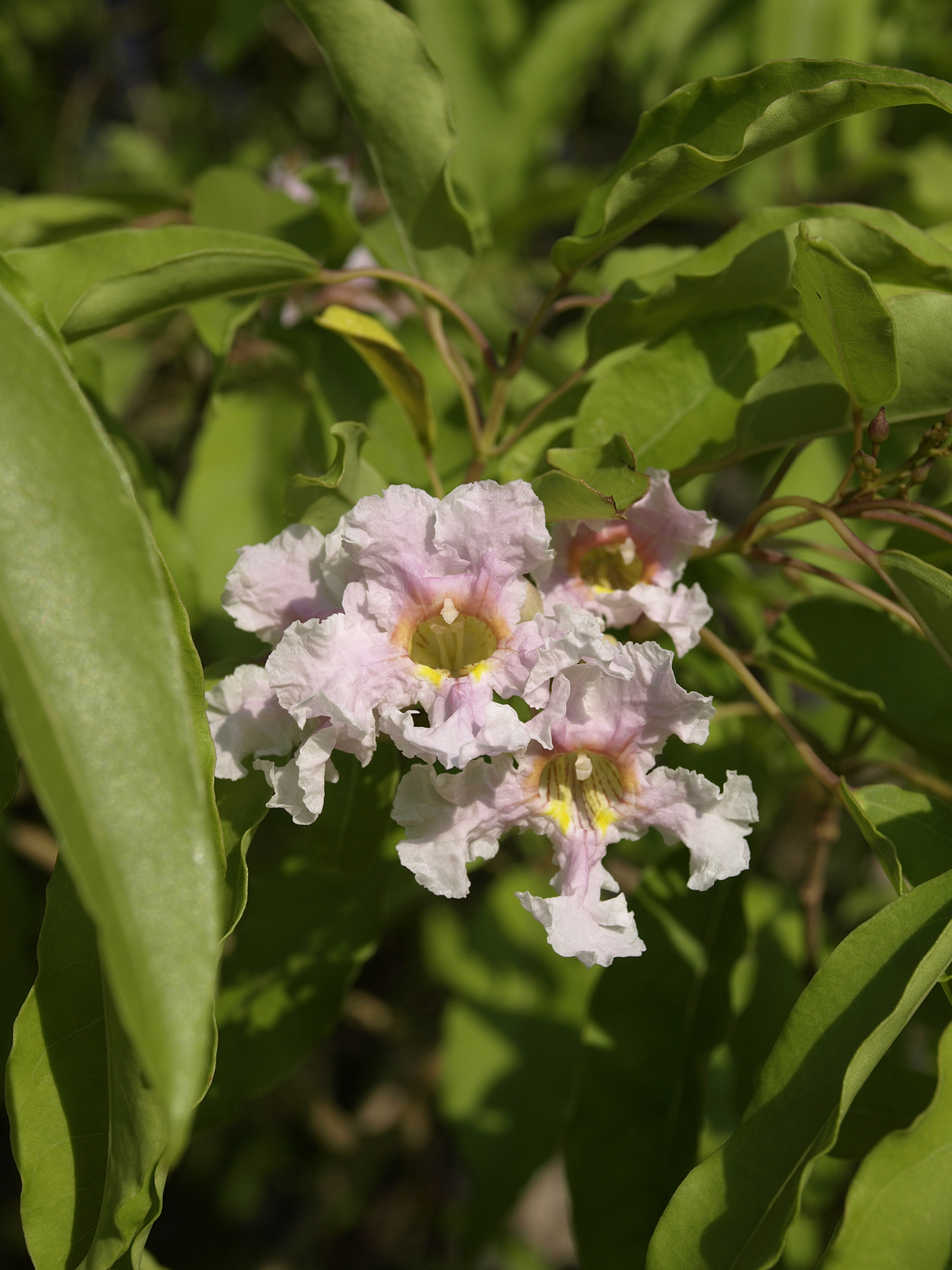
Inflorescence de C. longissima.
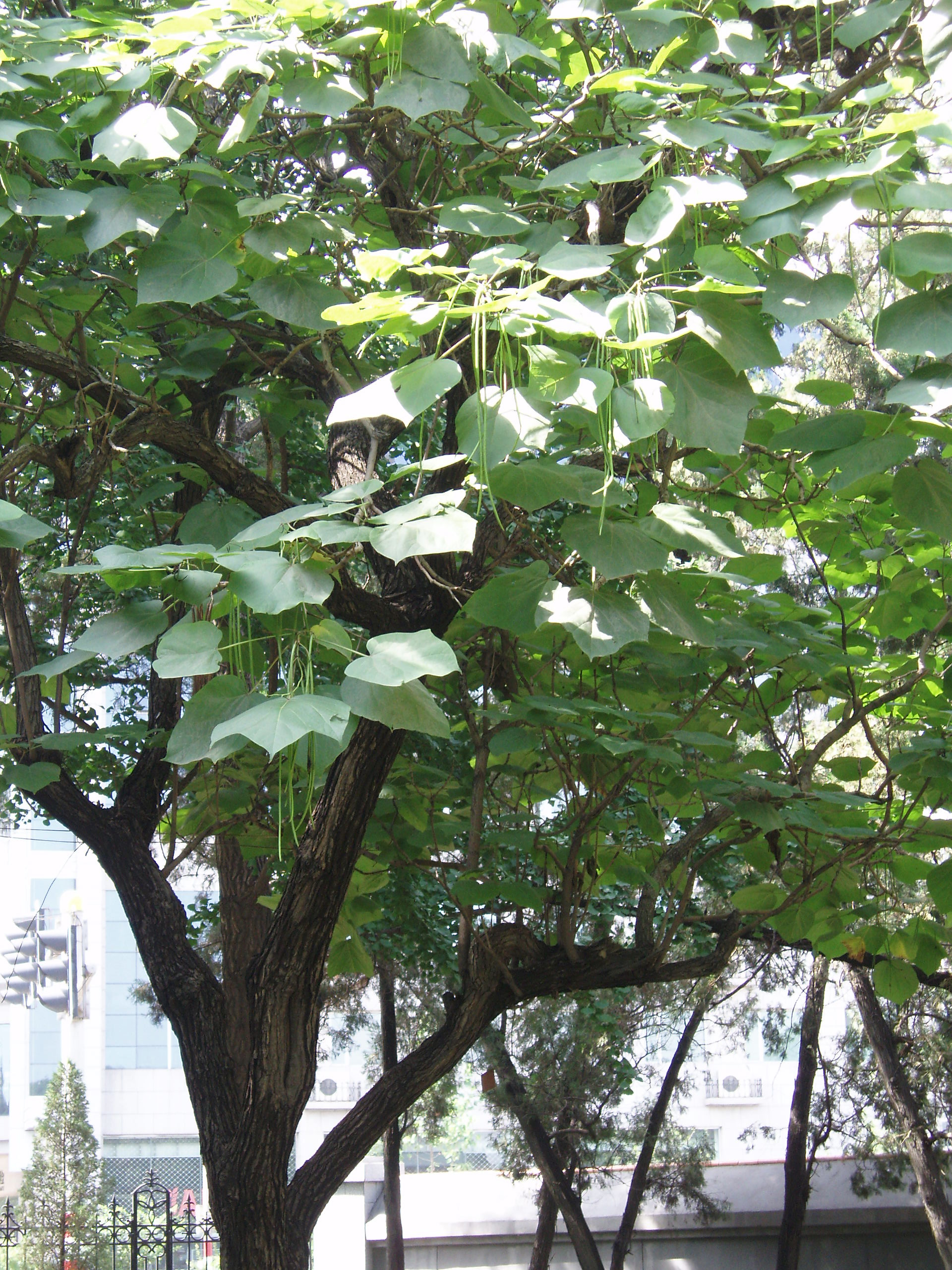
Feuillage de C. ovata.
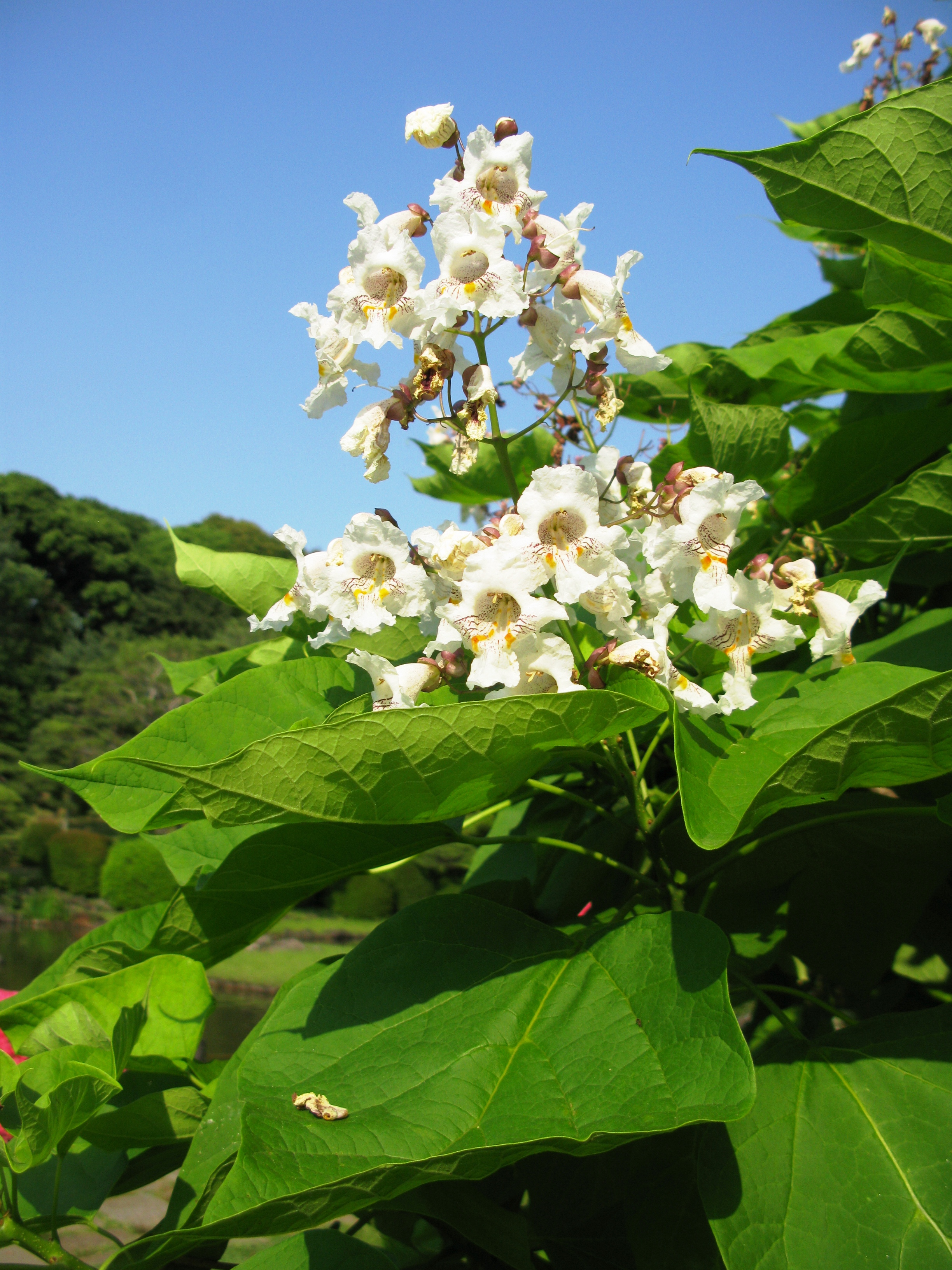
Inflorescence de C. speciosa.

## Classification
Ce genre a été décrit en 1777 par Giovanni Antonio Scopoli.
En classification phylogénétique APG III (2009), le genre Catalpa est assigné à la famille des Bignoniaceae, comme c'était déjà le cas en classification classique de Cronquist (1981).
Dans le parc du château de Versailles subsiste un des premiers catalpas introduits en France, qui serait âgé de plus de 290 ans.

### Étymologie
« C’est un des rares arbres qui a (sic) conservé son nom d’origine, donné par les Indiens Cherokee qui occupaient ce territoire et en consommaient les graines. »
En langue cherokee, « catalpa » désigne une variété de haricot. L'arbre, introduit en Europe au début du XVIIIe siècle, a été ainsi nommé par les botanistes, en raison de l'aspect de ses gousses.

### Liste d'espèces
Selon GRIN (8 juillet 2017) :
- Catalpa bignonioides Walter
- Catalpa bungei C. A. Mey.
- Catalpa × erubescens Carrière
- Catalpa fargesii Bureau
- Catalpa × galleana Dode
- Catalpa longissima (Jacq.) Dum. Cours.
- Catalpa ovata G. Don
- Catalpa speciosa E. Y. Teas

Selon World Checklist of Selected Plant Families (WCSP) (8 juillet 2017) :
- Catalpa bignonioides Walter (1788)
- Catalpa brevipes Urb. (1927)
- Catalpa bungei C.A.Mey. (1837)
- Catalpa duclouxii Dode (1907)
- Catalpa fargesii Bureau, Nouv. Arch. Mus. Hist. Nat., sér. 2 (1894)
- Catalpa longissima (Jacq.) Dum.Cours. (1802)
- Catalpa macrocarpa (A.Rich.) Ekman ex Urb. (1924)
- Catalpa ovata G.Don (1837)
- Catalpa purpurea Griseb. (1866)
- Catalpa speciosa Teas (1875)

## Aspects culturels
Il dégagerait une odeur qui éloignerait les moustiques et les mouches.